# Mansão do Governador do Texas
A mansão do governador do Texas é uma casa histórica para o governador do Texas no centro de Austin, Texas . Projetado pelo proeminente arquiteto Abner Cook, foi construído em 1854 e tem sido o lar de todos os governadores desde 1856. O governador Greg Abbott e a primeira-dama Cecilia Phalen Abbott são os residentes atuais.
Em 8 de junho de 2008, durante uma grande reforma, a mansão foi seriamente danificada por um incêndio criminoso.

## História
A mansão é a mais antiga casa habitada continuamente no Texas e a quarta mansão mais antiga do governador nos Estados Unidos que foi continuamente ocupada por um chefe executivo. A mansão foi o primeiro marco histórico do Texas designado, em 1962. Foi listado no Registro Nacional de Lugares Históricos como "Mansão do Governador" em 1970, e ainda foi declarado um marco histórico nacional dos EUA em 1974. 

## Arquitetura original
Construído por Abner Cook em estilo renascentista grego e concluído em 1856, o edifício ocupa o centro de um quarteirão e é cercado por árvores e jardins. A mansão original tinha 560 m2. A remodelação em 1914 aumentou o tamanho da mansão para 8.920 pés quadrados. A mansão original tinha 11 quartos, mas sem banheiros. A remodelação elevou o número de quartos para 25 quartos e 7 casas de banho. Em 1931, por recomendação da ex-primeira-dama do Texas , Mildred Paxton Moody, o Legislativo do Texas estabeleceu o Conselho de Supervisores de Mansões para supervisionar toda a manutenção e melhorias internas e externas da mansão. O Conselho foi abolido em 1965 e suas responsabilidades foram transferidas para a Comissão de Artes do Texas.